# Liponeura cortensis
Liponeura cortensis is een muggensoort uit de familie van de Blephariceridae. De wetenschappelijke naam van de soort is voor het eerst geldig gepubliceerd in 1963 door Giudicelli.